# Kitzsteinhorn
El Kitzsteinhorn es una montaña de los Alpes en el distrito de Kaprun, Salzburgo, Austria. El Kitzsteinhorn es parte de la cadena montañosa de Alto Tauern en los Alpes del este y posee una altura de 3.203 m snm. El primer ascenso a la montaña lo realizó Johann Entacher en el año 1828.
Se puede llegar a la cumbre utilizando el "Tren del glaciar" que parte desde la estación en el valle a 911 m. Durante mucho tiempo este fue el funicular que poseía la mayor columna sostén del mundo con una altura de 113.6 m de alto y un diámetro de 2.2 m. Existe una plataforma panorámica en el techo de la estación a 3035 m snm.
El funicular fue inaugurado en 1965, y permitió que los glaciares Schmiedingerkees y Maurerkees se convirtieran en los primeros glaciares esquiables de Austria. Un funicular subterráneo fue inaugurado en 1974, luego de dos años y medio para excavar un túnel de 3295 m de largo, que corre paralelo al cable carril.
El 11 de noviembre de 2000 se produjo un importante incendio en el funicular a consecuencia del cual fallecieron 155 personas. 